# Tatum O'Neal

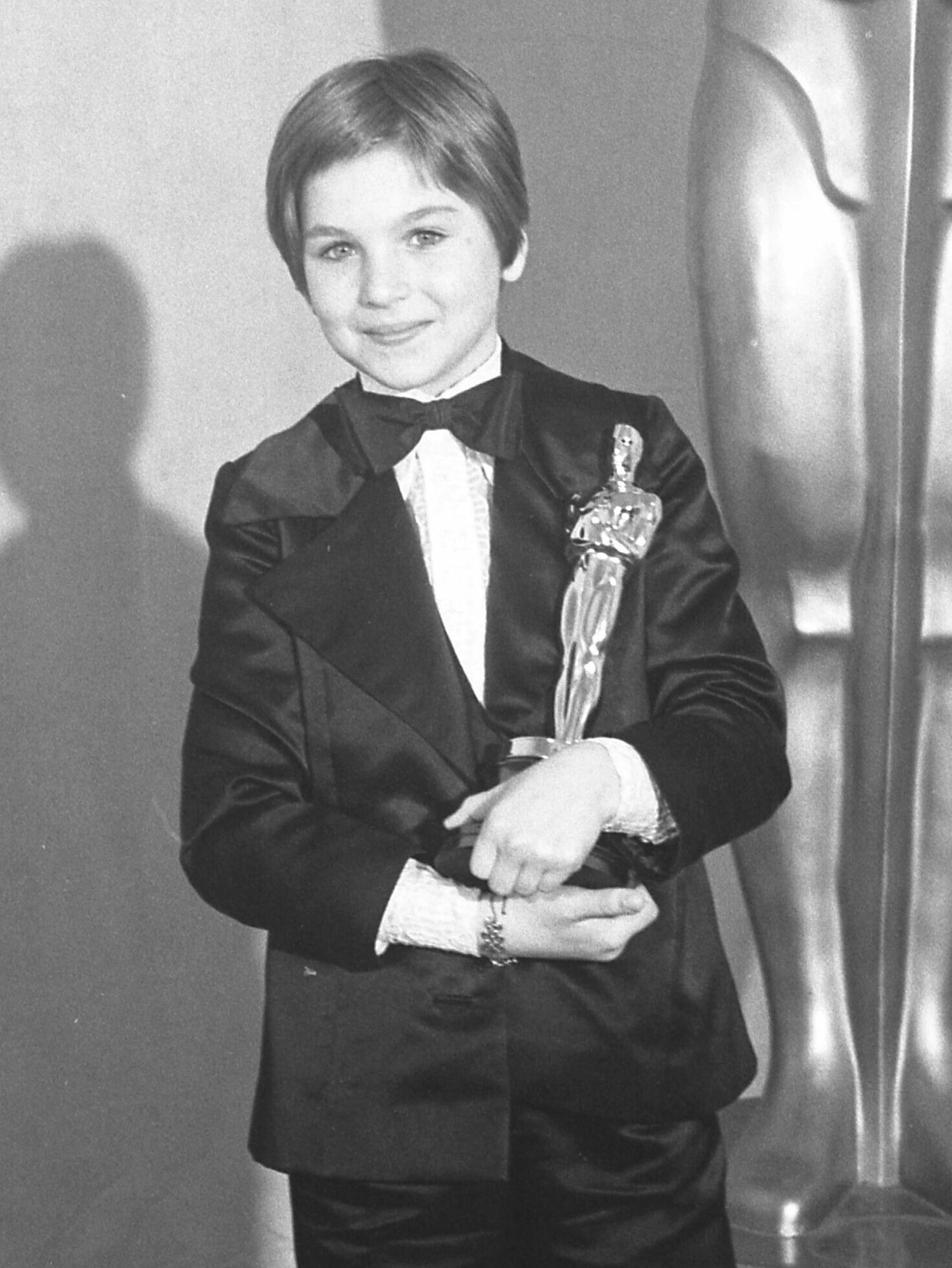
Tatum O'Neal med sin Oscar, 1974.

Tatum Beatrice O'Neal, född 5 november 1963 i Los Angeles i Kalifornien, är en amerikansk skådespelare.
Under 1970-talet blev Tatum O'Neal en stor barnstjärna, då hon bland annat tilldelades en Oscar för bästa kvinnliga biroll 1974, blott tio år gammal, för sin roll i Paper Moon (1973). Hon är därmed den hittills yngsta skådespelare som vunnit en reguljär Oscar. O'Neal spelar i Paper Moon mot sin far, skådespelaren Ryan O'Neal. 
Tatum O'Neal var gift med tennisspelaren John McEnroe 1986–1994. De har tre barn tillsammans.
Tatum O’Neal skrev autobiografin A Paper Life om sin barndom och uppväxt (2005, HarperCollins).

## Filmografi i urval
- 1973 – Paper Moon
- 1976 – Björnligan
- 1976 – Nä nu blommar de'!
- 1978 – Över alla hinder
- 1980 – I de lugnaste vatten
- 1996 – Basquiat – den svarte rebellen
- 2004–2011 – Rescue Me (TV-serie) (39 avsnitt)
- 2010 – The Runaways
- 2012 – This Is 40
- 2015 – She's Funny That Way